# Estação Atwater
A Estação Atwater é uma das estações do Metrô de Montreal, situada entre Montreal e Westmount, entre a Estação Lionel-Groulx e a Estação Guy-Concordia. Faz parte da Linha Verde.
Foi inaugurada em 14 de outubro de 1966. Localiza-se no cruzamento da Rua Ste-Catherine Ouest com o Boulevard de Maisonneuve Ouest. Atende o distrito de Ville-Marie.

## Origem do nome
O nome desta estação vem da Avenue Atwater, e é uma homenagem a Edwin Atwater (1808-1874),que foi Conselheiro Municipal do distrito de Saint-Antoine. A avenida recebeu o nome dele em 1871.

## Ruas próximas
- boulevard de Maisonneuve
- avenue Atwater
- rue Ste-Catherine
- avenue Wood

## Pontos de interesse
- Acesso a cidade subterrânea de Montreal
- Place Alexis-Nihon
- Hôpital Reddy Memorial
- Hôpital de Montréal pour enfant
- Westmount Square
- Collège Dawson
- Bibliothèque Atwater, 1200, av. Atwater
- AMC Pepsi Forum (Montreal Forum)
- Cabot Square
- Westmount city hall
- Temple Emanu-El Beth Sholom
- Église Saint-Léon-de-Westmount
- Batshaw Youth & Family Centres